# Мартинкевич Матвій Янович
Матвій Янович Мартинкевич (рос. Матвей Янович Мартинкевич; нар. 2 листопада 2002, Москва, Росія) — російський футболіст, півзахисник воронезького «Радника» (Сурдулиця).

## Життєпис
Розпочинав займатися футболом у школі «Кунцево», звідки потім перейшов до академії ЦСКА. З 2014 року займався футболом у Сербії, з 2018 року виступав у системі «Воєводини». За основний склад команди дебютував у сербській Суперлізі 19 травня 2021 року у матчі останнього туру проти клубу «Пролетера», в якому вийшов на заміну на 76-й хвилині замість Момчило Мркаїча. Сезон 2021/22 років провів в оренді в клубі першої ліги «Кабель», за який зіграв 30 матчів та відзначився 2-ма голами. Першу половину сезону 2022/23 років також відіграв в оренді за клуб першої ліги «Лозниця».
Наприкінці грудня 2020 року підсилив «Радник» (Сурдулиця).